# Oxgölen, Blekinge
Oxgölen är en sjö i Karlskrona kommun i Blekinge och ingår i Ronnebyåns huvudavrinningsområde.